# Енергоефективне озеленення
Енергоефективне озеленення – це підхід до ландшафтного дизайну, який спрямований на зменшення споживання енергії, зниження екологічного впливу та оптимізацію використання природних ресурсів. Його мета — зробити простір не лише естетично привабливим, але й економічно вигідним та екологічно збалансованим.

## Види енергоефективного озеленення

### Тінь від дерев
Одним з найпоширеніших способів зменшення витрати на охолодження є висадка дерев. При цьому необхідно добре вивчити висоту дерев у зрілому віці та форму їх крони. Розташування дерев слід проектувати з урахуванням їхньої висоти та висоти будівлі. Коли дерева висаджують ближче до вікон або стін, вони забезпечують тінь на більшу частину дня, оскільки Сонце змінює своє відносне положення щодо вікна та дерев. Проте, висаджувати дерева занадто близько до будівлі не рекомендується, оскільки це може призвести до ризику контакту з наземними або підземними інженерними мережами.
Тип листя дерев також має значення. Широколисті дерева, такі як платани, можуть забезпечити щільну тінь протягом усього жаркого періоду. Водночас хвойні вічнозелені дерева, такі як сосни та кедри, забезпечують кращу циркуляцію повітря, але їхня тінь є більш розрідженою та відкритою.
Тінь від дерев може використовуватися не лише для зменшення використання енергії на охолодження будівель, а й на парковках, тротуарах чи дитячих майданчиках захищаючи ці ділянки від перегріву.

### Вітрозахисні бар'єри
Посадка або зведення вітрозахисних бар'єрів з дерев для уповільнення вітрів поблизу будинків, щоб зменшує втрату тепла. Взимку будинки втрачають тепло через інфільтрацію. Вітрозахисні бар'єри слід проектувати так, щоб перехоплювати й перенаправляти зимові вітри ще до того, як вони досягнуть будинку або відкритих зон, таких як дитячі майданчики чи прибудинкові зони відпочинку.
У зимовий період вітрозахисні бар'єри також мають бути спроектовані таким чином, щоб вони не блокували сонячне світло або не заважали природній циркуляції у літній період.

### Виткі рослини

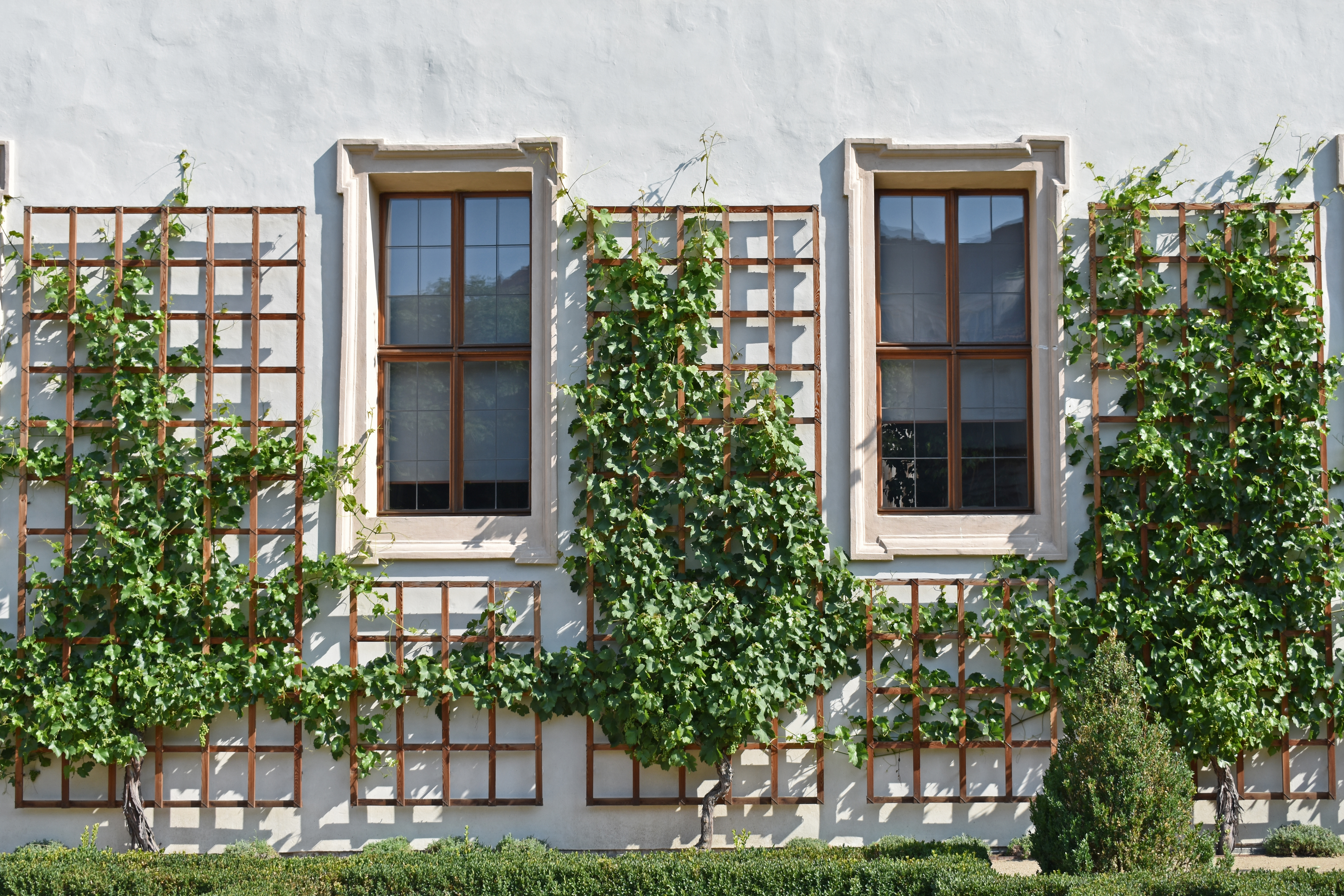
Молодий виноград в'ється по стіні будинку

Висадження таких рослин як плющ, виноград, жимолость можуть допомогти утеплити стіни будівлі. Вони створюють шар повітря між стіною та зовнішнім середовищем, який служить природною ізоляцією. Однак важливо висаджувати рослини на певній відстані від стіни (близько 60 см), щоб уникнути накопичення вологи, яка може пошкодити стіну, і не сприяти появі комах-шкідників. Цей ефект схожий до вітрозахисних бар'єрів, але спрямований більше на ізоляцію стін.
Також цей метод додає естетичної привабливості будівлі, одночасно зменшуючи витрати на обігрів.

### Використання природного рельєфу
Природний рельєф і геологічні умови допоможуть у створенні енергоефективних, економічних і екологічних будівель, використовуючи землю, скелі чи інші природні елементи як частину конструкції будинку. Перевагою таких будинків є:

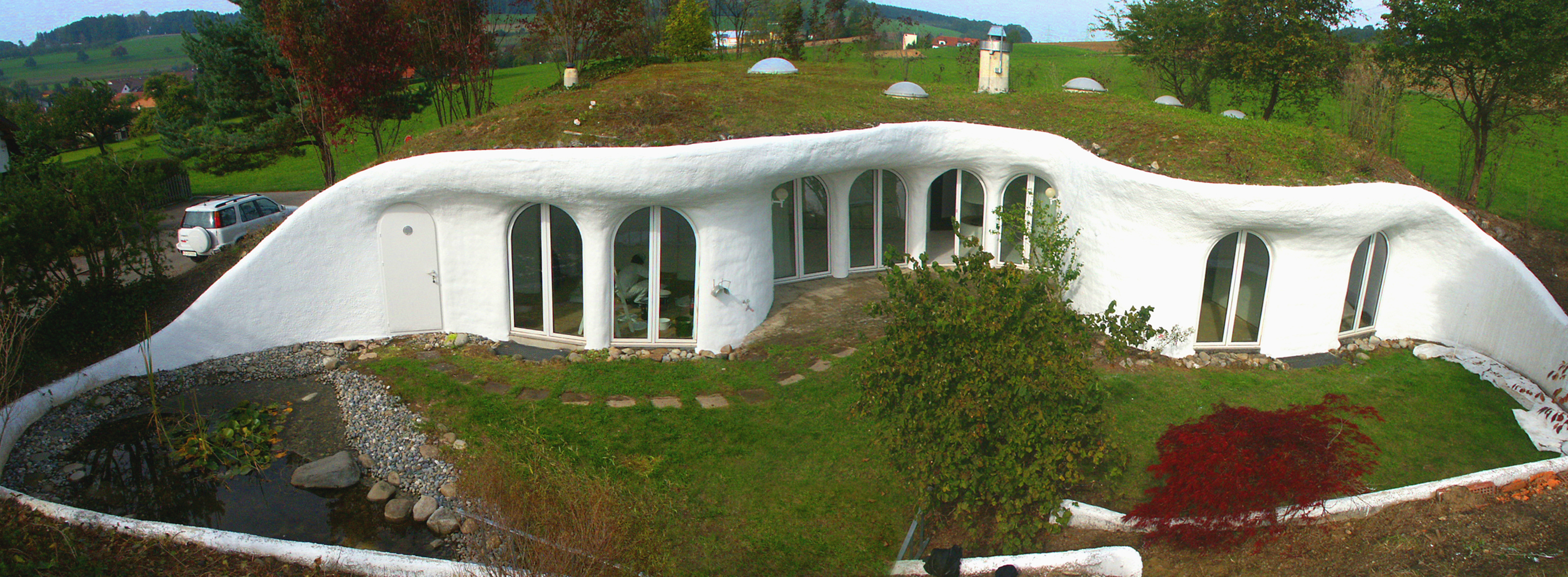
Будинок в землі

- Стіни та підлога з природних матеріалів: Ґрунт або скелі можуть замінити звичайні стіни чи підлогу, що зменшує потребу у штучних матеріалах, як-от бетон чи цегла. Це економить гроші, адже не потрібні великі земляні роботи чи закладання фундаменту.
- Краща ізоляція: Природні матеріали, як-от земля, краще зберігають тепло, ніж звичайні стіни, особливо в холодному кліматі. Дослідження показують, що такі будівлі втрачають на 16-45% менше тепла, ніж ті, які повністю над землею.
- Пожежна безпека: Земля або скелі не горять, тому ризик пожежі зменшується, а значить, немає потреби додатково обробляти матеріали вогнетривкими засобами.

Крім цього, природний рельєф, як-от гори, можна використовувати як захист від сонця влітку або від вітру взимку, що ще більше знижує витрати на опалення чи охолодження.

### Озеленення дахів
Основна стаття: Озеленення дахів

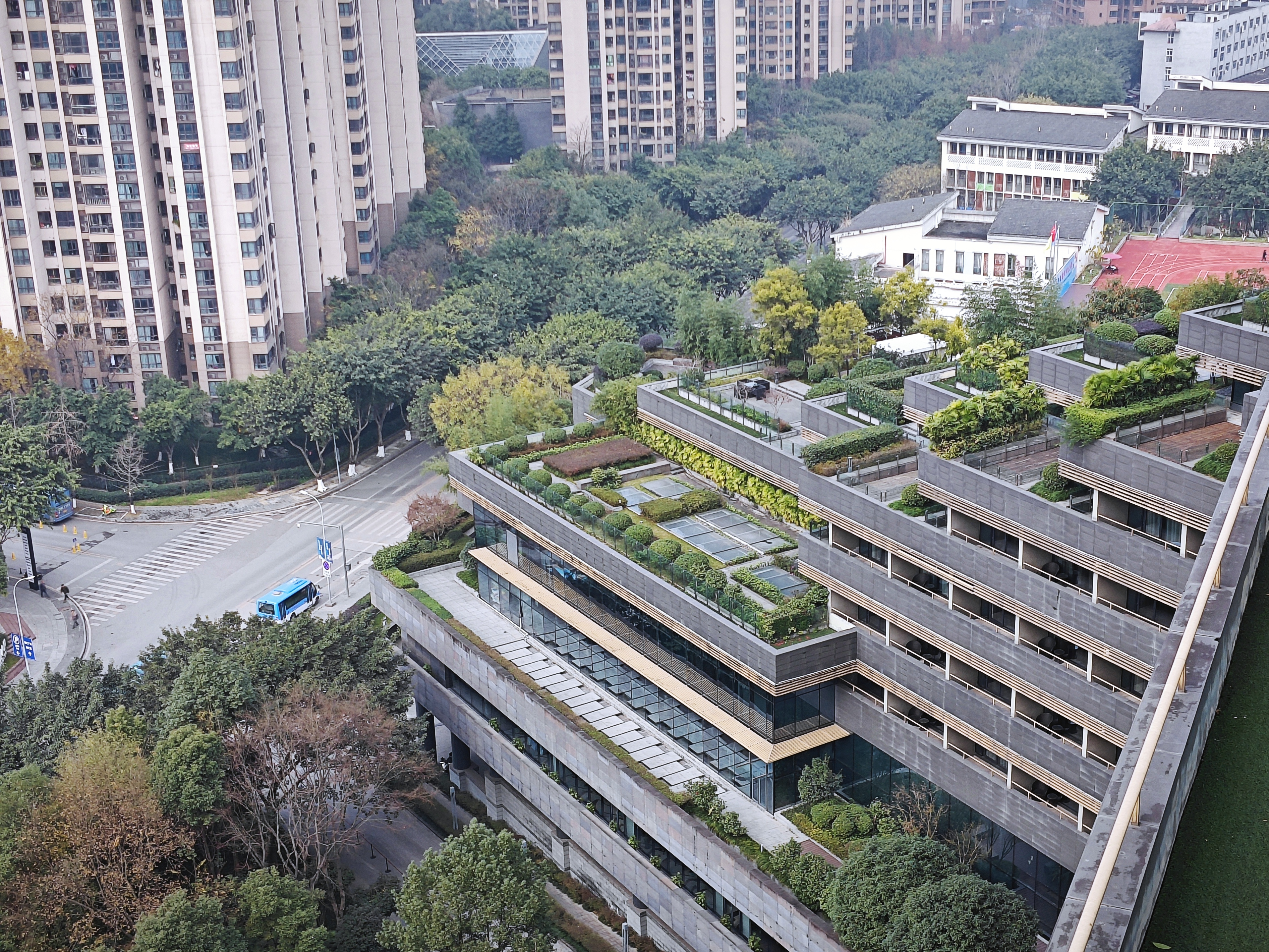
Зелені дахи

Зелені дахи допомагають зменшити ефект міського теплового острова, покращують якість повітря й поглинають парниковий вуглекислий газ, керують зливовими водами та забезпечують термоізоляцію, що сприяє енергоефективності й енергозбереженню, та адаптації до зміни клімату. Окрім екологічних переваг, зелені дахи створюють естетично привабливі простори, які можуть покращувати ментальне здоров'я людей, та підтримують біорізноманіття в містах, створюючи середовище існування для птахів, комах і рослин. Озеленені дахи поглинають дощову воду (таким чином, знімаючи навантаження з дощових каналізацій і не даючи відносно чистій дощовій воді змішатися зі стічними водами), забезпечують захист від міського шуму і від холоду, а також захищають будівлі від перегріву в спеку (що, крім природного підвищення комфорту, значно знижує витрати на кондиціонування та в кілька разів продовжує життя самих дахів, рятуючи їх від погодних впливів).

### Водопроникне (пористе) покриття
Дороги, тротуари, міські площі покриті водонепроникними матеріалами,  що може призводити до забруднення дощової води, яка стікає з поверхонь. У природному середовищі, в середньому, 50% дощової води випаровується або поглинається рослинами), 5% перетворюється на стік і 45% просочується в ґрунт. У забудованих районах лише 35% води випаровується, 50% стає стоком і лише 15% просочується в землю. Ці зміни призводять до низки проблем, таких як підтоплення, пошкодження інфраструктури через швидкий рух води та забруднення води. 

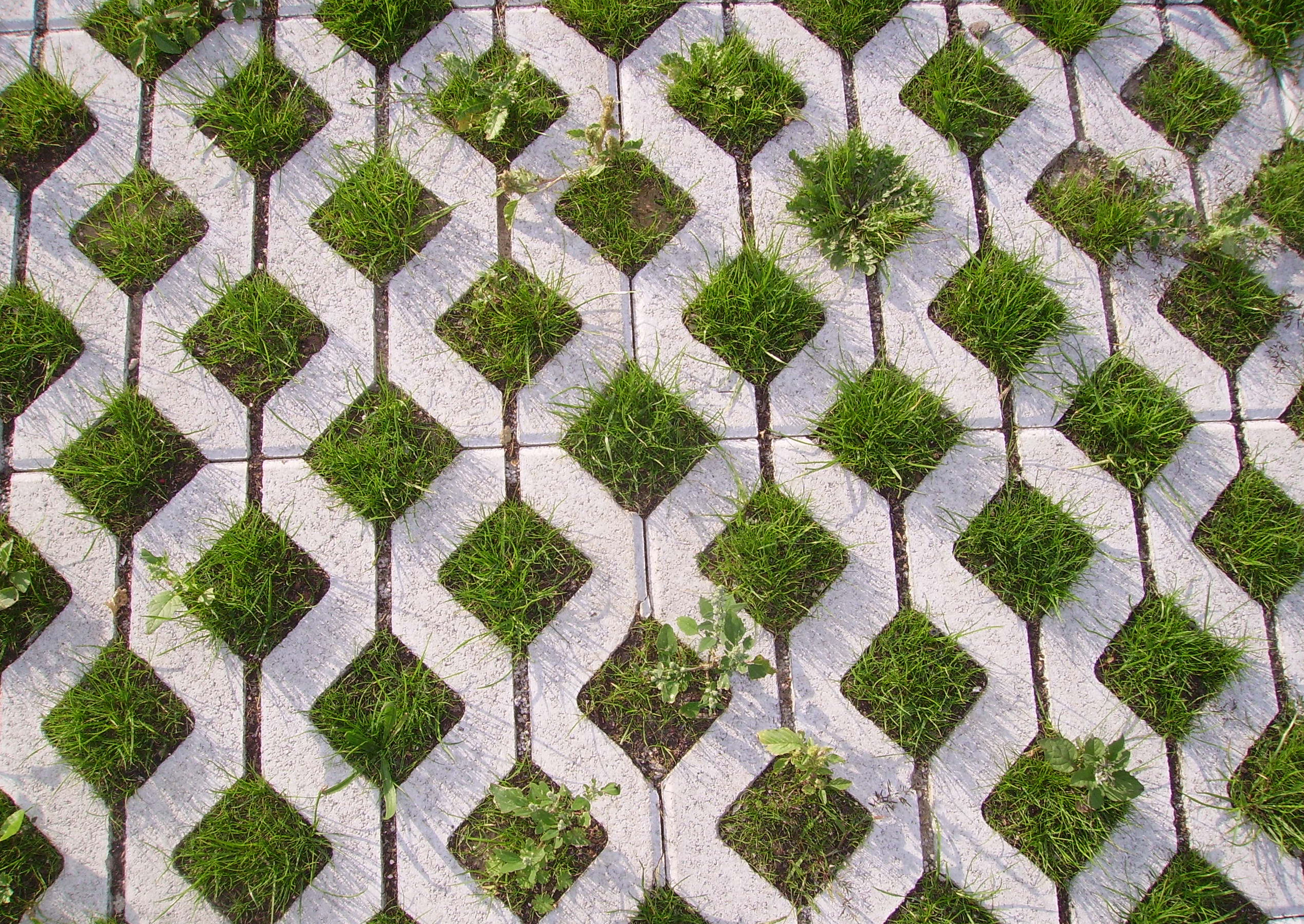
Сітчаста плитка

Вирішенням цієї проблеми є покриття міських поверхонь водопроникними матеріалами, що дозволяють воді просочуватися крізь них. Таке покриття сприяє зменшенню кількості забруднень у стоках і підвищує природне просочування води в ґрунт. Дослідження підтверджують, що таке покриття може зменшити кількість забруднень майже на 86%.

Типи водопроникного покриття включають:
- Пористий асфальт

Переваги: Відносно низька вартість; Легко доступний матеріал; Робітники мають досвід роботи з ним.
Недоліки: Схильність до пошкоджень водою; Зазвичай використовується лише на короткий термін; Низька відносна міцність.
- Водопроникний бетон

Переваги: Висока структурна міцність; Легко доступний матеріал.
Недоліки: Повільний процес будівництва; Висока початкова вартість.
- Водопроникна бетонна бруківка (модульна)

Переваги: Легкість у будівництві; Естетика; Простота обслуговування та ремонту.
Недоліки: Висока вартість; Може використовуватися лише на дорогах із низькою швидкістю руху.
- Сітчаста плитка

Переваги: Широкий вибір продуктів; Відносно недорога; Легкість обслуговування та ремонту.
Недоліки: Зазвичай обмежується використанням на парковках.

### Додаткові способи
Для енергоефективного озеленення також важливо скорочувати споживання енергії та ресурсів під час робіт із озеленення. Для цього можна використовувати:
- Місцеві матеріали — це зменшує витрати на транспортування та викиди вуглецю.
- Переробка органічних відходів на місці — компостування або подрібнення зелених відходів скорочує потребу у вивезенні їх із ділянки.
- Ручні інструменти — заміна бензинових інструментів зменшує викиди парникових газів і споживання пального.
- Посухостійкі рослини — в регіонах із посушливим кліматом ці рослини вимагають менше води, що економить ресурси.
- Місцевий посадковий матеріал — це не лише підтримує локальних виробників, а й зменшує вплив транспортування на навколишнє середовище.